# Eleições primárias presidenciais do Partido Democrata de 2024
As primárias presidenciais e caucuses estão sendo organizados pelo Partido Democrata para selecionar os delegados na Convenção Nacional Democrata de 2024, visando determinar a pessoa candidata pelo partido ao cargo de Presidente dos Estados Unidos da América na Eleição Presidencial de 2024. As eleições ocorrerão em todos os 50 estados dos EUA, no Distrito de Columbia e em cinco territórios dos EUA (esses territórios não participam da eleição presidencial, embora realizem pesquisas de opinião pública).
O atual presidente Joe Biden afirmou consistentemente que planeja concorrer à reeleição e manter a vice-presidente Kamala Harris como sua companheira de chapa. No entanto, ele ainda não declarou oficialmente sua candidatura. No final de 2021, como Biden sofria de baixos índices de aprovação, especulou-se que ele não buscaria a reeleição, além disso, alguns democratas proeminentes recomendaram publicamente Biden a não concorrer. Além de sua impopularidade, muitos estão preocupados com sua idade; foi a pessoa mais velha a assumir o cargo aos 78 anos e faria 82 ao final do primeiro mandato. Se reeleito, completaria 86 anos ao final de seu segundo mandato. Também houve especulações de que Biden poderia enfrentar um desafio nas primárias de um membro pertencente ao segmento progressista do Partido Democrata. No entanto, o índice de aprovação de Biden se recuperou lentamente ao longo de 2022, subindo de 30 para 40. Além disso, depois que os democratas superaram as expectativas nas eleições de meio de mandato de 2022, muitos acreditaram que as chances de Biden concorrer e ganhar a indicação de seu partido aumentaram. Se Biden não for o candidato em 2024, será a primeira eleição desde 1968 em que um presidente elegível e em exercício não foi o candidato eventual de seu partido depois de Lyndon B. Johnson; e caso ele opte por não buscar a reeleição, será a primeira eleição desde 1928 em que um presidente em exercício elegível não buscou a reeleição depois de Calvin Coolidge.
Em carta, Biden anunciou sua desistência no dia 21 de julho de 2024.

## Linha do tempo
Biden declarou sua intenção em janeiro de 2022 de concorrer à reeleição, mantendo a vice-presidente Kamala Harris como sua companheira de chapa. Em 15 de setembro, disse a Scott Pelley em uma entrevista ao CBS 60 Minutes que ainda não havia se comprometido a concorrer. Em uma conversa privada com o ativista dos direitos civis, Al Sharpton em 3 de outubro, teria dito a Sharpton que estaria buscando a reeleição. Em 11 de outubro, afirmou a Jake Tapper em entrevista à CNN que decidiria se buscaria ou não a reeleição após as eleições de meio de mandato de 2022.
Ao longo de 2022, vários democratas proeminentes recomendaram publicamente Biden a não concorrer a um segundo mandato. Em 23 de junho, logo após vencer a indicação democrata na corrida para governador da Carolina do Sul, o ex-membro da Câmara dos Representantes, Joe Cunningham disse à CNN que acreditava que Biden estaria muito velho no final de seu segundo mandato e não deveria concorrer em 2024. A CNN apontou que Biden endossou Cunningham em suas campanhas de 2018 e 2020. Em julho, o membro da Câmara dos Representantes, Dean Phillips, de Minnesota, acreditava que os democratas deveriam nomear alguém de uma geração mais jovem em 2024, e a outra representante de Minnesota, Angie Craig, concordou com ele na semana seguinte. No dia 1º de agosto, a membra da Câmara dos Representantes, Carolyn Maloney disse ao The New York Times que achava que Biden não deveria concorrer em 2024 e que acreditava que ele não concorreria. Mais tarde, se desculpou e disse que ele deveria concorrer novamente, embora tenha reiterado sua crença de que ele não iria. Em setembro, o membro da Câmara dos Representantes e candidato ao Senado dos EUA por Ohio, Tim Ryan, também pediu uma "mudança geracional" de Biden durante uma entrevista a uma estação de TV local; A revista Forbes observou que Biden, que havia endossado Ryan e havia encabeçado um comício com ele poucas horas depois que a entrevista foi ao ar.
Em 4 de fevereiro de 2023, o Comitê Nacional Democrata aprovou um novo calendário primário de 2024, definido que Carolina do Sul iniciaria sua corrida primeiro em 3 de fevereiro, seguida por Nevada e New Hampshire em 6 de fevereiro, Geórgia em 13 de fevereiro e Michigan em 27 de fevereiro. Iowa, que tradicionalmente iniciava, seria disputado mais tarde na temporada das primárias. Esta votação foi precedida por uma votação de dezembro de 2022 do Comitê de Regras e Estatutos do DNC, realizada após a divulgação de uma carta do presidente Biden solicitando a mudança. Os membros do DNC que apoiaram esse novo plano dizem que isso representará melhor a preferência dos eleitores democratas durante os primeiros meses da campanha. Membros do Partido Democrata de Iowa e do Partido Democrata de New Hampshire se opuseram à mudança, pois não seriam mais os dois primeiros estados a realizar suas eleições, respectivamente. Funcionários democratas de New Hampshire e da Geórgia também observaram que mudar suas primárias para cumprir o novo calendário exigiria a mudança de suas respectivas leis estaduais (a lei estadual de New Hampshire os obriga a realizar a primeira primária no país, enquanto a lei estadual da Geórgia exige que eles realizem as primárias democratas e republicanas no mesmo dia), o que é improvável que aconteça, já que ambos os estados têm governadores e legislaturas estaduais controlados pelos republicanos. O governador de New Hampshire, Chris Sununu, em particular, criticou o plano do DNC como uma "piada absoluta ... É apenas baseado na preferência pessoal de um candidato". O DNC deu à Geórgia e New Hampshire até junho para mudar suas datas primárias, mas não está claro como eles procederão se essas legislaturas controladas pelos republicanos não mudarem suas leis estaduais para cumprir.
Em carta publicada em 21 de julho de 2024, Biden desiste de sua candidatura e anuncia apoio à sua vice-presidente, Kamala Harris.

## Candidatos

### Principais candidatos declarados
Desde abril de  2023, os candidatos nesta seção declararam suas candidaturas e atendem a um ou mais dos seguintes critérios: a campanha recebeu cobertura substancial da mídia; titular atual ou anterior de cargo eletivo significativo; foram incluídos em pelo menos cinco pesquisas nacionais.
| Candidato           | Candidato | Nascimento                                            | Experiência prévia                 | Estado de origem | Campanha (Data de anúncio)    | Ref.          |
| ------------------- | --------- | ----------------------------------------------------- | ---------------------------------- | ---------------- | ----------------------------- | ------------- |
| Dean Phillips       |           | 20 de janeiro de 1969 Saint Paul, Minnesota (56 anos) | Representante de Minnesota (2019-) | Minnesota        | Campanha26 de outubro de 2023 | [ 24 ]        |
| Marianne Williamson |           | 8 de julho de 1952 Houston, Texas (72 anos)           | Autora Assistente social           | Califórnia       | Campanha4 de março de 2023    | [ 25 ] [ 26 ] |

### Candidatos desistentes
| Candidato             | Candidato | Nascimento                                             | Experiência prévia | Estado de origem | Campanha (Duração)                                | Ref.                        |
| --------------------- | --------- | ------------------------------------------------------ | --- | ---------------- | ------------------------------------------------- | --------------------------- |
| Robert F. Kennedy Jr. |           | 17 de janeiro de 1954 Washington, D.C. (71 anos)       | Advogado ambiental Autor                                                                                              | Califórnia       | Campanha5 de abril de 2023 — 9 de outubro de 2023 | [ 27 ] [ 28 ]               |
| Joe Biden             |           | 20 de novembro de 1942 Scranton, Pensilvânia (82 anos) | Presidente dos Estados Unidos (2021-) Vice-presidente dos Estados Unidos (2009-2017) Senador por Delaware (1973-2009) | Delaware         | Campanha25 de abril de 2023                       | [ 11 ] [ 12 ] [ 13 ] [ 29 ] |

### Outros candidatos declarados
Desde abril de  2023, os candidatos nesta seção são dignos de nota, mas não atenderam aos requisitos para serem considerados candidatos principais. 
- Joe Exotic, empresário e personalidade da mídia; candidato independente a presidência em 2016.[30]
- Jerome Segal, pesquisador acadêmico e candidato do Partido Bread and Roses para presidente em 2020.[31]

### Demonstrou interesse publicamente
Desde abril de  2023,os seguintes indivíduos notáveis manifestaram interesse em concorrer à presidência nos últimos seis meses.
Joe Manchin, Senador dos Estados Unidos pela Virgínia Ocidental (2010–presente), 34º Governador da Virgínia Ocidental (2005–2010), 27º Secretário de Estado da Virgínia Ocidental (2001–2005),membro do Senado Estadual da Virgínia Ocidental pelo 13º distrito (1986–1996), membro da Câmara dos Delegados da Virgínia Ocidental pelo 31º distrito (1982–1986).

### Potenciais candidatos
Desde abril de  2023, os seguintes indivíduos notáveis foram objetos de especulação sobre sua potencial candidatura nos últimos seis meses. A maioria desses candidatos são vistos como substitutos em potencial se o presidente Biden não buscar a reeleição, enquanto alguns são vistos como possíveis desafios primários se ele o fizer.
- Nina Turner, membra do Senado Estadual de Ohio pelo 25º distrito (2008–2014), membra do Conselho Municipal de Cleveland (2006–2008).[34][35]

### Rejeitaram serem candidatos
Desde abril de  2023, os seguintes indivíduos notáveis foram objeto de especulação sobre sua possível candidatura, mas negaram publicamente o interesse em concorrer.
- Stacey Abrams, fundadora do Fair Fight Action, Líder da minoria na Câmara dos Deputados Estaduais da Geórgia (2011–2017) pelo 89º distrito (2007–2017), candidata a governadora da Geórgia em 2018 e 2022.[36][37]
- Tammy Baldwin, Senadora dos Estados Unidos por Wisconsin (2013–presente), membra da Câmara dos Representantes pelo 2º distrito de Wisconsin (WI-02) (1999–2013)[38][39] (candidata à reeleição).[40]
- Pete Buttigieg, 19º Secretário de Transporte dos Estados Unidos (2021–presente), 32º Prefeito de South Bend, Indiana (2012–2020), candidato à presidência em 2020.[41][42] (declarou apoio à Biden).
- Andy Beshear, 63º Governador do Kentucky (2019–presente), 50º Procurador-Geral de Kentucky (2016–2019).[43][44]
- Cory Booker, Senador dos Estados Unidos por Nova Jérsia (2013–presente), 38º Prefeito de Newark (2006–2013), membro do Conselho Municipal de Newark (1998–2002), candidato à presidência em 2020.[45][46][47][48]
- Sherrod Brown, Senador dos Estados Unidos por Ohio (2007–presente), membro da Câmara dos Representantes pelo 13º distrito de Ohio (OH-13) (1993–2007), 47º Secretário de Estado de Ohio (1983–1991)[49] (candidato à reeleição).[50]
- Hillary Clinton, 67º Secretária de Estado dos Estados Unidos (2009–2013), Senadora dos Estados Unidos por Nova Iorque (2001–2009), Primeira-dama dos Estados Unidos (1993–2001), Primeira dama do Arkansas (1983–1992), candidata presidencial democrata em 2016, candidata à presidência em 2008.[51][52][53]
- Roy Cooper, 75º Governador da Carolina do Norte (2017–presente), 49º Procurador Geral da Carolina do Norte (2001–2017), Líder da maioria no Senado Estadual da Carolina do Norte (1997–2001) pelo 10º distrito (1991–2001), membro da Câmara dos Representantes Estaduais da Carolina do Norte do 72º distrito (1987–1991).[41][54] (declarou apoio à Biden)
- Al Gore, 45º Vice-presidente dos Estados Unidos (1993–2001), Senador dos Estados Unidos peloTennessee (1985–1993),  membro da Câmara dos Representantes pelo 6º distrito de Tennessee (TN-06) (1977–1985), candidato presidencial democrata em 2000, candidato à presidência em 1988.[55][56]
- Jay Inslee, 23º Governador de Washington (2013–presente), membro da Câmara dos Representantes pelo 1º distrito de Washington (WA-01) (1993–1995, 1999–2012), candidato à presidência em 2020.[57][58]
- Ro Khanna, membro da Câmara dos Representantes pelo 17º distrito da Califórnia (CA-17) (2017–presente).[59][60]
- Amy Klobuchar, Senadora dos Estados Unidos por Minnesota (2007–presente), Procuradora do Condado de Hennepin (1999–2007), candidata à presidência em 2020[61] (candidato à reeleição).[62]
- Wes Moore, 63º Governador de Maryland (2023–presente).[63][64]
- Chris Murphy, Senador dos Estados Unidos por Connecticut (2013–presente), membro da Câmara dos Representantes pelo 5º distrito de Connecticut (CT-05) (2007–2013), membro do Senado Estadual de Connecticut pelo 16º distrito (2003–2007), membro da Câmara dos Representantes Estaduais de Connecticut do 81º distrito (1999–2003)[65][66] (candidato à reeleição).[67]
- Phil Murphy, 56º Governador da Nova Jérsia  (2018–presente), Embaixador dos Estados Unidos na Alemanha (2009–2013), Presidente de Finanças do Comitê Nacional Democrata (2006–2009).[37][68]
- Gavin Newsom, 40º Governador da Califórnia (2019–presente), 49º Vice-governador da Califórnia (2011–2019), 41º Prefeito de São Francisco (2004–2011).[69][70]
- Michelle Obama, Primeira-dama dos Estados Unidos (2009–2017).[71][72]
- Jared Polis, 43º Governador do Colorado (2019–presente), membro da Câmara dos Representantes pelo 2º distrito do Colorado (CO-02) (2009–2019), membro do Conselho Estadual de Educação do Colorado (2001–2007).[73][74]
- J. B. Pritzker, 43º Governador do Illinois (2019–presente).[37][75]
- Adam Schiff, membro da Câmara dos Representantes pelo 30º distrito da Califórnia (CA-30) (2001–presente)[76][77] (candidato Senado dos Estados Unidos).[78]
- Jon Stewart, apresentador do The Problem with Jon Stewart (2021–presente), apresentador do The Daily Show (1998–2015).[79][80]
- Elizabeth Warren, Senadora dos Estados Unidos por Massachusetts (2013–presente), candidata à presidência em 2020.[81][82]
- Gretchen Whitmer, 49º Governadora do Michigan (2019–presente), Promotora de Justiça do Condado de Ingham (2016), Líder da minoria do Senado Estadual de Michigan (2011–2015) pelo 23º distrito (2006–2015), membra da Câmara dos Representantes Estaduais de Michigan pelo 69º distrito (2001–2006).[83][84]

## Pesquisas de intenção de voto
Pesquisas nacionais
| Fonte da pesquisa        | Data(as)                             | Tamanho da amostra | Margem de erro | Stacey Abrams | Joe Biden | Cory Booker | Pete Buttigieg | Kamala Harris | Michelle Obama | Alexandria Ocasio-Cortez | Bernie Sanders | Outros | Indecisos |
| ------------------------ | ------------------------------------ | ------------------ | -------------- | ------------- | --------- | ----------- | -------------- | ------------- | -------------- | ------------------------ | -------------- | ------ | --------- |
| McLaughlin & Associates  | 19–24 de Janeiro de 2023             | 442 (LV)           | –              | –             | 25%       | 1%          | 7%             | 6%            | 14%            | 5%                       | 5%             | 24%    | 13%       |
| Harvard/Harris           | 18–19 de Janeiro de 2023             | 2050 (RV)          | –              | 3%            | 35%       | –           | 5%             | 12%           | –              | 3%                       | 11%            | 21%    | 9%        |
| YouGov/The Economist     | 14–17 de Janeiro de 2023             | 570 (RV)           | –              | –             | 39%       | –           | 10%            | 8%            | –              | –                        | 13%            | 12%    | 16%       |
| Marist College           | 6–8 de Dezembro de 2022              | 1312 (A)           | ± 3.5%         | –             | 35%       |             | 16%            | 17%           |                |                          |                | 27%    | 5%        |
| Harvard/Harris           | 27–28 de Julho de 2022               | 1885 (RV)          | –              | 4%            | 31%       | –           | 5%             | 12%           | –              | 3%                       | 8%             | 24%    | 13%       |
| Zogby Analytics          | 23–24 de Maio de 2022                | 544 (LV)           | ± 4.2%         | 3%            | 41%       | –           | –              | 11%           | 16%            | –                        | 8%             | 13%    | 8%        |
| Harvard/Harris           | 18–19 de Maio de 2022                | –                  | –              | 3%            | 23%       | –           | 5%             | 9%            | –              | 3%                       | 8%             | 9%     | 22%       |
| YouGov                   | 5–9 de Maio de 2022                  | 460 (A)            | –              | –             | 33%       | –           | 8%             | 12%           | –              | 6%                       | 17%            | 16%    | –         |
| Harvard/Harris           | 19–20 de Janeiro de 2022             | –                  | –              | –             | 32%       | –           | –              | 14%           | –              | –                        | 11%            | –      | 43%       |
| McLaughlin & Associates  | 13–18 de Janeiro de 2022             | 463 (LV)           | –              | 6%            | 25%       | 2%          | 4%             | 8%            | 17%            | 7%                       | –              | –      | 13%       |
| UMass Amherst            | 14–20 de Dezembro de 2021            | 491 (A)            | –              | –             | 40%       | –           | 9%             | 10%           | –              | 7%                       | 18%            | 16%    | –         |
| YouGov/Yahoo News        | 9–13 de Dezembro de 2021             | 530 (RV)           | –              | –             | 22%       | –           | 10%            | 13%           | –              | 5%                       | 11%            | –      | 24%       |
| YouGov/Yahoo News        | 9–13 de Dezembro de 2021             | 640 (A)            | –              | –             | 20%       | –           | 10%            | 13%           | –              | 7%                       | 11%            | –      | 24%       |
| TIPP Insights            | 1–4 de Dezembro de 2021              | 1,013 (RV)         | –              | 4%            | 37%       | 3%          | 3%             | 16%           | –              | 4%                       | –              | 2%     | 13%       |
| Harvard/Harris           | 30 de Novembro – 2 de Dezembro 2021  | 1,989 (RV)         | –              | 5%            | 36%       | 5%          | 3%             | 16%           | –              | 5%                       | 5%             | 10%    | –         |
| McLaughlin & Associates  | 11–16 de Novembro de 2021            | 450 (LV)           | –              | 4%            | 24%       | 2%          | 8%             | 13%           | 16%            | 5%                       | –              | 12%    | 16%       |
| Zogby Analytics          | 8–10 de Novembro de 2021             | 426 (LV)           | –              | 6%            | 40%       | 4%          | –              | 10%           | 20%            | –                        | –              | 12%    | 8%        |
| YouGov/Yahoo News        | 4–8 de Novembro de 2021              | 684 (A)            | –              | –             | 25%       | –           | 7%             | 14%           | –              | 8%                       | 12%            | 8%     | 31%       |
| NPR-PBS NewsHouse-Marist | 18–22 de Outubro 2021                | 469 (RV)           | –              | –             | 36%       | –           | –              | –             | –              | –                        | –              | 44%    | 20%       |
| Morning Consult          | 8–11 de Outubro de 2021              | 886 (RV)           | –              | –             | 83%       | –           | –              | –             | –              | –                        | –              | 13%    | 4%        |
| Emerson College          | 30 de Agosto – 1 de Setembro de 2021 | 450 (RV)           | ± 4.6%         | –             | 60%       | –           | –              | –             | –              | –                        | –              | 39%    | 1%        |
| Trafalgar Group          | 30 de Abril – 6 de Maio de 2021      | – (LV)             | –              | –             | 57%       | –           | –              | –             | –              | –                        | –              | 22%    | 15%       |